# Uleiota texana
Uleiota texana es una especie de coleóptero de la familia Silvanidae.

## Distribución geográfica
Habita en Texas (Estados Unidos).